# Thomas Nantha
Thomas Nantha (1909 - 1984) là một Giám mục người Lào của Giáo hội Công giáo Rôma. Ông nguyên là Đại diện Tông Tòa Hạt Đại diện Tông Tòa Viên Chăn và Chủ tịch Hội đồng Giám mục Lào và Campuchia. Ngoài ra, ông còn đảm nhiệm nhiều vị trí khác như Giám mục phụ tá Hạt Đại diện Tông Tòa Viên Chăn và Giám quản Tông Tòa Hạt Đại diện Tông Tòa Luang Prabang.

## Tiểu sử
Giám mục Thomas Nantha sinh ngày 3 tháng 10 năm 1909 tại Paksane, thuộc Lào. Sau quá trình tu học dài hạn tại các cơ sở chủng viện theo quy định của Giáo luật, ngày 27 tháng 6 năm 1935, Phó tế Nantha, 26 tuổi, tiến đến việc được truyền chức linh mục, trở thành thành viên của linh mục đoàn của Viên Chăn.
Sau gần 40 năm thực hiện các hoạt đông mục vụ trên quyền hạn và tư cách của một linh mục, ngày 25 tháng 4 năm 1964, tin tức từ Tòa Thánh loan báo rằng Giáo hoàng đã xem xét và chuẩn nhận linh mục Thomas Nantha vào hàng ngũ các giám mục Công giáo, với vị trí được trao là Giám mục Phụ tá Hạt Đại diện Tông Tòa Viên Chăn và danh hiệu Giám mục Hiệu tòa Succuba. Lễ tấn phong cho vị giám mục tân cử được tổ chức sau đó vào ngày 30 tháng 6 cùng năm, với phần nghi thức chính yếu được cử hành cách trọng thể bởi 3 giáo sĩ cấp cao. Chủ phong cho vị giám mục tân cử là Giáo hoàng Phaolô VI. Hai vị phụ phong là Tổng giám mục Giovanni Benelli, Ngoại trưởng Tòa Thánh và Tổng giám mục Duraisamy Simon Lourdusamy, Chánh văn phòng Thánh bộ Loan báo Phúc âm cho các Dân tộc.
Bất ngờ, một năm sau khi được truyền chức giám mục, trong bản thông báo ngày 22 tháng 5 năm 1975, Tòa Thánh đã cắt đặt Giám mục Nantha làm Đại diện Tông Tòa Hạt Đại diện Tông Tòa Viên Chăn. Sau đó ít lâu, cũng từ ngày 29 tháng 11 năm 1975, ông bắt đầu kiêm thêm nhiệm vụ Giám quản Tông Tòa Hạt Đại diện Tông Tòa Luang Prabang.
Ngày 7 tháng 4 năm 1984, Giám mục Nantha qua đời, thọ 75 tuổi.
Ngoài các chức danh chính thức được bổ nhiệm từ Tòa Thánh Giám mục Nantha còn kiêm thêm vị trí Chủ tịch Hội đồng Giám mục Lào và Campuchia trong vòng 5 năm từ năm 1979 đến năm 1984.